# Belmin Jenciragic
Belmin Jenciragic (* 8. März 2000) ist ein österreichischer Fußballtorwart.

## Karriere

### Verein
Jenciragic begann seine Karriere beim SV Stockerau. 2011 wechselte er zum SV Horn. Im März 2013 kam er in die AKA St. Pölten. 2013 wechselte er in die Akademie des SK Rapid Wien.
Im April 2017 debütierte er für die Amateure von Rapid in der Regionalliga, als er am 23. Spieltag der Saison 2016/17 gegen den ASK Ebreichsdorf in der Startelf stand.
Zur Saison 2018/19 wurde er auf Kooperationsbasis an den Zweitligisten Floridsdorfer AC verliehen. Sein Debüt in der 2. Liga gab er im Juli 2018, als er am ersten Spieltag jener Saison gegen den SKU Amstetten von Beginn an zum Einsatz kam.
Im Februar 2019 wurde er fest vom FAC verpflichtet und erhielt einen bis Juni 2020 laufenden Vertrag. In drei Jahren bei den Floridsdorfern kam er zu insgesamt 74 Zweitligaeinsätzen. Nach der Saison 2020/21 verließ er die Wiener und wechselte zum Bundesligisten FC Admira Wacker Mödling. In der Saison 2021/22 kam er aber ausschließlich für die Amateure der Admira zum Einsatz, mit den Profis stieg er zu Saisonende in die 2. Liga ab. In der Saison 2022/23 kam er zu sechs Zweitligaeinsätzen.
Zur Saison 2023/24 wechselte Jenciragic zum Regionalligisten WSC Hertha Wels.

### Nationalmannschaft
Jenciragic spielte im November 2014 erstmals für eine österreichische Jugendnationalauswahl. Im September 2016 debütierte er gegen die Schweiz für das U-17-Team Österreichs. Im September 2017 spielte er erstmals für die U-18-Auswahl.
Im August 2018 debütierte er gegen Zypern für die U-19-Mannschaft. Im März 2021 gab er gegen Polen sein Debüt für die U-21-Auswahl.